# San Juan del Río, Oaxaca
San Juan del Río là một đô thị thuộc bang Oaxaca, México. Năm 2005, dân số của đô thị này là 1227 người.